# Zeidlerschloss

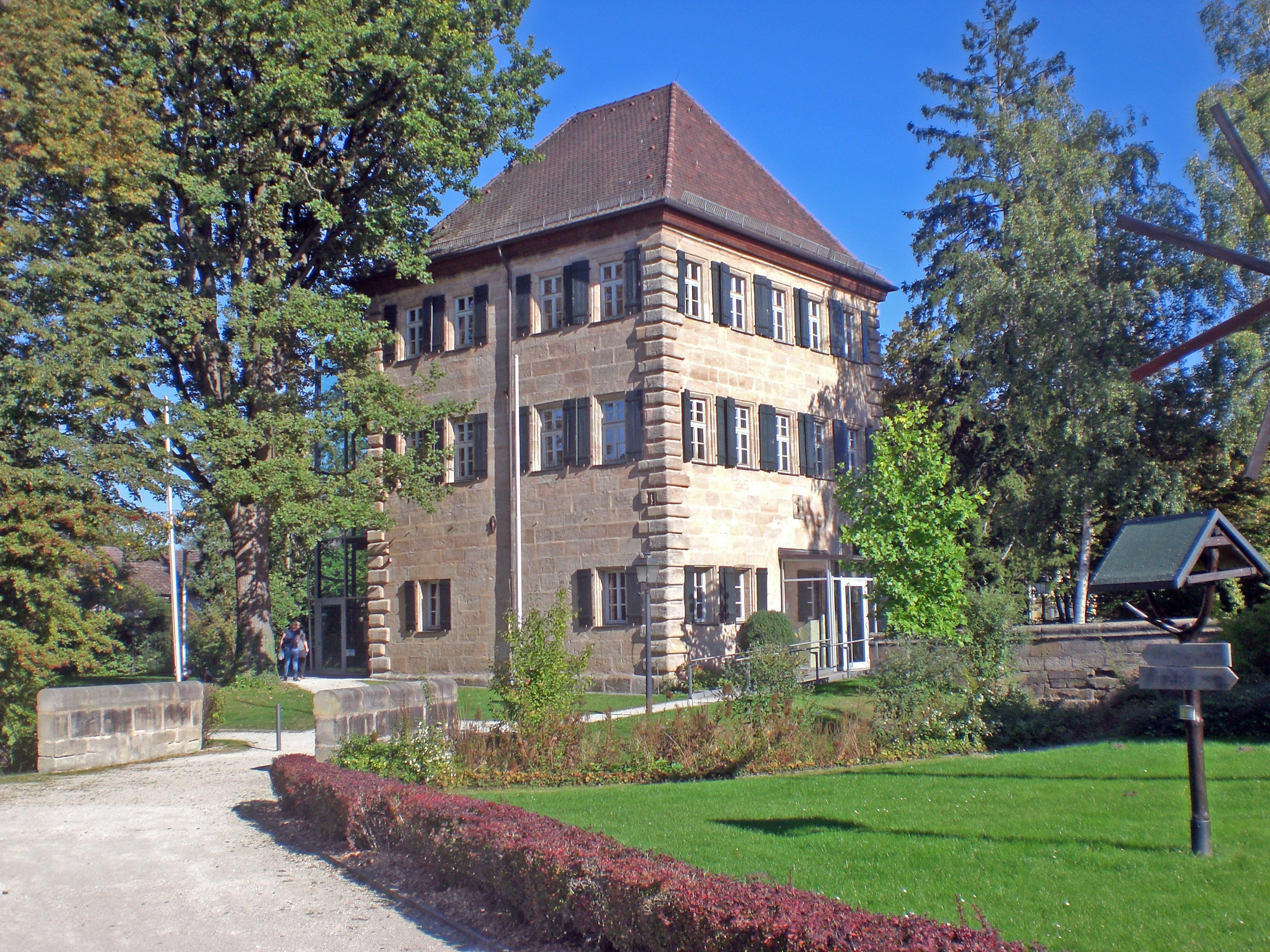
Das Zeidlerschloss (2023)

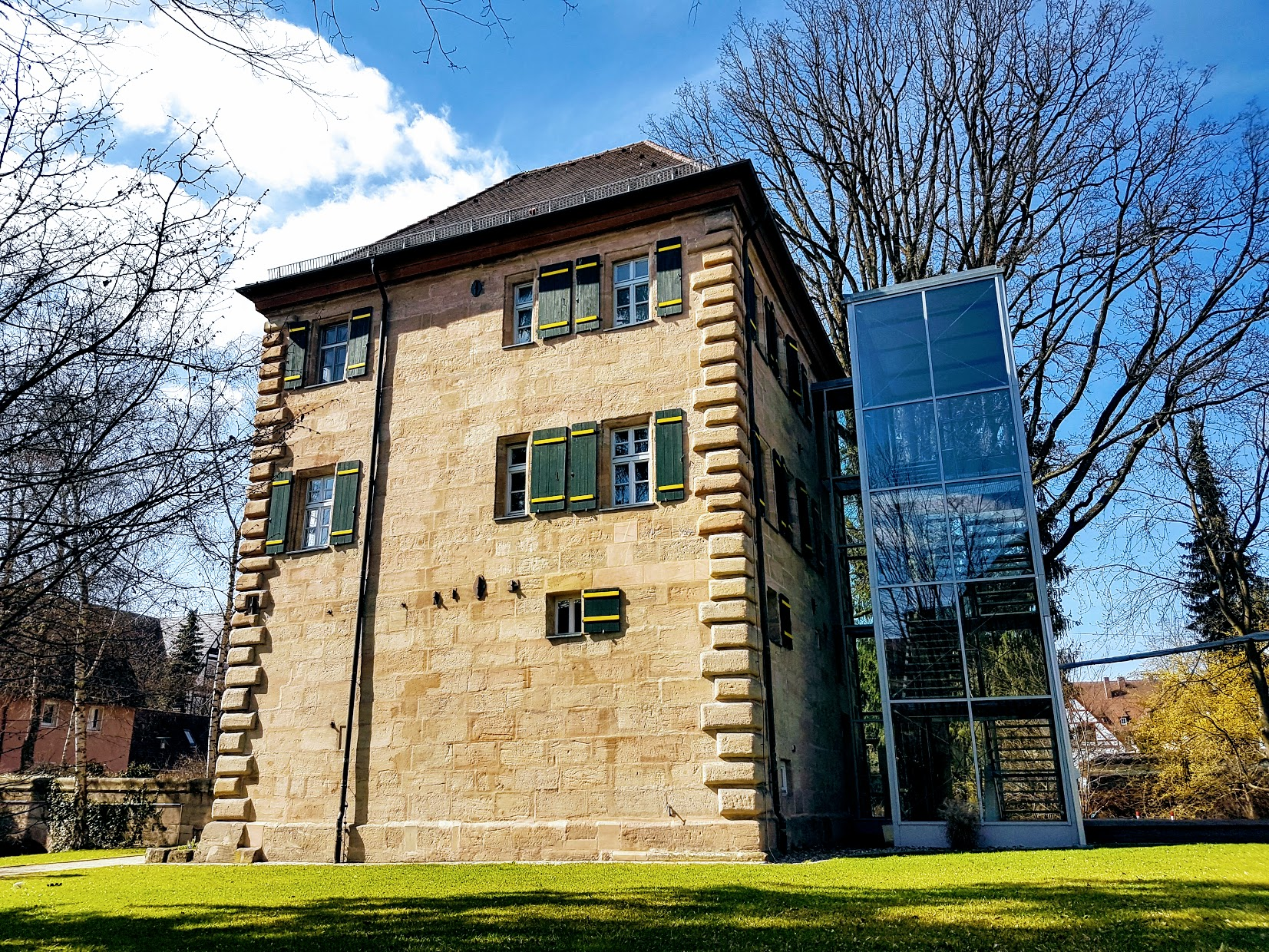
Zeidlerschloss mit Treppenanlage in Feucht

Das Zeidlerschloss, auch Schloss im Kartäuserweiher genannt, ist neben dem Pfinzingschloss und dem Tucherschloss eines von drei erhaltenen Schlössern des Nürnberger Patriziats in Feucht. Das Schloss befindet sich seit 1976 im Besitz des Marktes Feucht. 2009/2010 wurde das Schloss aufwändig saniert und aus Brandschutzgründen mit einem Anbau versehen. Es wird für Veranstaltungen genutzt und der Markt Feucht vermietet es für Familienfeiern und Feste.
Der Garten des Schlosses darf nicht bei Dunkelheit betreten werden.
Seit April 1996 ziert ein Klapotetz, ein für die südsteirische Partnergemeinde Leutschach typisches klapperndes Windrad (siehe Bild), den Garten des Schlosses.

## Geschichte

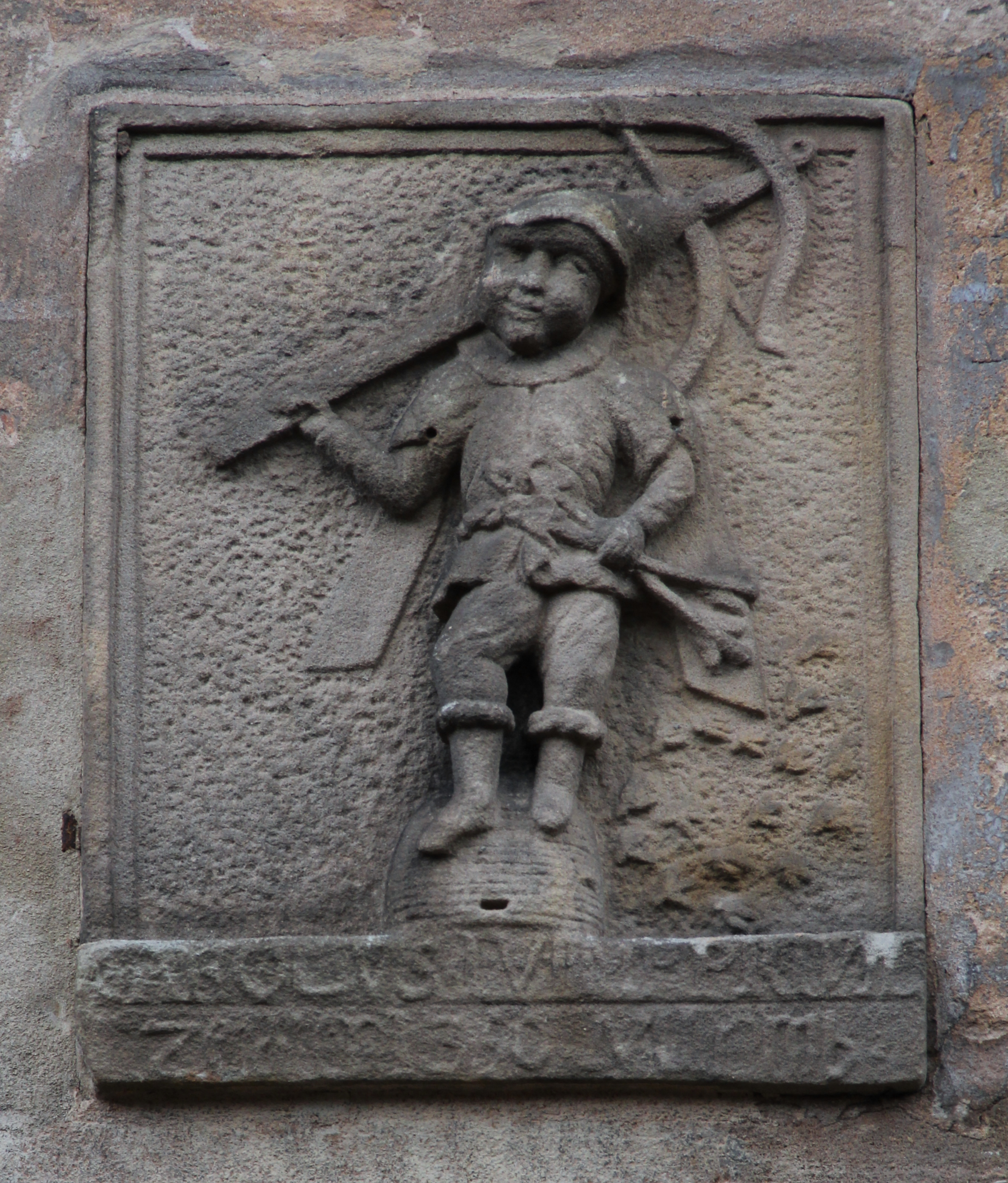
Zeidlermännchen

Im Jahr 1427 erwarb der Nürnberger Bürger Burckard Peßler die Reichslehengüter, darunter den so genannten Kartäuserweiher der verschuldeten Familie Hutt. Der reiche Kaufmann begann unmittelbar danach, im Kartäuserweiher ein Herrenhaus zu bauen. Dies wurde 1428 deutlich, als der Rat der Reichsstadt Nürnberg von Peßler die übliche Zusicherung forderte, das im Bau begriffene Weiherhaus, sollte es einmal verkauft werden, nur an Nürnberger Bürger oder an den Rat selbst zu veräußern. An diese Bedingung wurde im späten 15. Jahrhundert erinnert, als die Peßler das Wohnrecht an Konrad Konhofer, Pfarrer zu St. Lorenz, und den Nürnberger Bürger Schuler verpachteten. 1480 übernahm dann nach einer Erbeinung Steffan Peßler den Herrensitz und die übrigen Feuchter Liegenschaften der Familie. Er verkaufte 1503 das Herrenhaus im Weiher, eine Fachwerkkonstruktion auf einem massiven Sockelgeschoss, mit allen Nebengebäuden und der Badestube, zwei Zeidelmuttergütern, der Mühle, die zum Messinghammerwerk umgebaut worden war, und den grundherrschaftlichen Rechten über 13 Anwesen an Katharina Harsdorffer, Ehefrau des Fabian Harsdorffer. Der Zeitpunkt stellte sich für die Käuferin als recht unglücklich heraus, denn ein Jahr später wurden der Ort und der Sitz im Landshuter Erbfolgekrieg niedergebrannt.
1508 war Katharina Harsdorffer verstorben, 1519 folgte ihr Ehemann, worauf das Erbe an Gabriel und Katharina Nützel, Tochter der Katharina Harsdorffer aus erster Ehe mit Nikolaus Groß, fiel. Das Ehepaar soll um 1519 den Herrensitz wiederaufgebaut haben. Von den Erben des Nikolaus Nützel wurde der Besitz 1535 an Christoph Mordeisen veräußert, der 1539 Brigitte Nützel zur Frau nahm. 1543 verkaufte Mordeisen alle Liegenschaften und Rechte an die Brüder Hieronymus und Ludwig Schnöd.
Im Zweiten Markgrafenkrieg sank der Herrensitz am 16. Mai 1552 in Schutt und Asche. Die Gebrüder Schnöd hatten den Besitz jedoch schon 1550 an den Nürnberger Rat verkauft, sodass die Reichsstadt diesen Schaden zu tragen hatte. 1556 wurde die Brandruine mit den dazugehörigen Liegenschaften und Rechten dem damaligen Ratskonsulenten Dr. Christoph Gugel geschenkt, allerdings mit der Auflage, den Sitz instand zu setzen. Der heutige Bestand geht wesentlich auf die Baumaßnahme des Dr. Gugel zurück.
Nach dem Tod des Bauherrn 1577 übernahm nach einer Erbauseinandersetzung die Tochter Maria Salome Tucher den Sitz. 1594 erbte Schwiegersohn und Neffe Philipp Jakob Tucher, der sich vor allem wegen des geplanten Ausbaus des Hammer- und Mühlwerks viel Ärger mit dem Rat, dem markgräflichen Amt Burgthann und etlichen Nachbarn einhandelte. Vor 1616 verkaufte Tucher an den markgräflichen Pfleger und Propsteiverwalter von Solnhofen, Philipp Jakob Grötsch, der Jakobina Welser geheiratet hatte. Diese Heiratsverbindung dürfte den Besitzerwerb des markgräflichen Beamten erleichtert haben. Allerdings musste er der Reichsstadt 1616 das Vorkaufsrecht für Nürnberger Bürger und ein Öffnungsrecht für die Reichsstadt im Kriegsfall einräumen.
Schon 1626 wechselte der Herrensitz an einen Christoph Adam Holbeck, der unmittelbar danach an Georg Christoph Örtel und dessen Ehefrau Maria, geborene Haller, verkaufte. 1649 erwarb der Nürnberger Ratskonsulent Dr. Justin Hardesheim das Schloss im Kartäuserweiher von den Töchtern des schon 1633 verstorbenen Örtel. Dem Juristen folgte 1660 der Patrizier Hans Wilhelm Schlüsselfelder; dessen Erben veräußerten den Sitz 1680 an den Nürnberger Bürger Johann Andreas Waldmann.
Die Besitzgeschichte blieb weiterhin sehr bewegt: Auf Waldmann folgte bald Georg Hannibal Braun, dann 1695 Christof Gottlieb Löffelholz. Bis 1747 hatte das Schloss noch acht weitere Besitzwechsel, bis es schließlich vom Nürnberger Bürger und hessischen Hofrat Andreas Philipp König 1747 an den Unterrichter Johann Konrad Schneider veräußert wurde. Der Jurist behielt das Weiherhaus bis zu seinem Tod. 1779 ging es an Heinrich Kühnlein über, mit dem abermals eine Zeit des schnellen Wechsels eintrat. Wieder wurde der Sitz mehrmals Spekulationsobjekt, bis er 1804 an Georg Christoph von Oelhafen kam. Hatte schon ein Vorgänger einige Teile des Grundbesitzes veräußert, so wurde er nun 1806/07 völlig zerschlagen, bis nur noch das Herrenhaus mit einem Morgen Gartenfläche übrigblieb. Der Kartäuserweiher wurde trockengelegt und aufgefüllt. Die kleine Restliegenschaft erwarb 1809 Johann Georg Heerdegen, kurz danach wieder die Familie Oelhafen, dann 1818 Christoph Wilhelm von Volckamer.
1842 kaufte der Maurermeister Simon Wild das Herrenhaus. Unter seinem Sohn wurde 1860 eine benachbarte Stallung mit Hofraum erworben und eine Landwirtschaft eingerichtet. Als landwirtschaftliches Anwesen kaufte es 1887 der Schwabacher Paulus Gutmann, von dem es über einen Johann Humann an Georg und Maria Hausner überging. Danach verlief die Besitzgeschichte wieder ruhiger. Die Familie Hausner behielt das Herrenhaus bis 1976, als es vom Markt Feucht erworben wurde.

## Baubeschreibung
Das um 1560 errichtete Herrenhaus war ein idealtypisches Nürnberger Weiherhaus. Der Massivbau aus Sandsteinquadern stand im Wasser und war nur über eine Zugbrücke zu erreichen. Eine Beschreibung von 1709 führt drei Geschosse auf, wobei im Erdgeschoss sich neben einem Lagerkeller und einem Gewölbe nur ein „Schreibkämmerlein“ befand. Die Stuben und Kammern sowie jeweils eine Küche waren in den beiden Obergeschossen eingerichtet. Ein innerer und ein äußerer Ökonomiehof mit zwei Voithäusern standen damals im Vorhof vor dem Kartäuserweiher.